# یواس‌اس داون (اس‌پی-۲۶)
یواس‌اس داون (اس‌پی-۲۶) (به انگلیسی: USS Dawn (SP-26)) یک کشتی بود که طول آن ۵۱ فوت (۱۶ متر) بود. این کشتی در سال ۱۹۱۴ ساخته شد.